# Dongdaemun
Dongdaemun, of officieel Heunginjimun (Poort van de Rijzende Welwillendheid), is de oude oostelijke poort van de Zuid-Koreaanse hoofdstad, Seoel. De Koreaanse naam Dongdaemun betekent Grote Oostelijke Poort en werd zo genoemd omdat het een van de vier grotere poorten was die toegang bood tot de stad tijdens de Joseondynastie. Met de Namdaemun poort is het de enige overgebleven poort. De westelijk poort, Seodaemun, is reeds veel eerder afgebroken.

## Geschiedenis
De poort werd voor het eerst gebouwd door koning Taejo van Joseon in het vijfde jaar van zijn regering, 1396. In 1453 werd de poort gerenoveerd en de huidige poort stamt uit 1869.
Het gebied rond Dongdaemun kenmerkt zich tegenwoordig door de vele winkels en marktkramen. Met name in en rond het Dongdaemun stadium werd veel (sport)kleding verkocht. Het stadion is gesloopt en zou vervangen worden door een park, dat uiteindelijk gerealiseerd is op het dak van een complex voor design en cultuur. Het in 2014 geopende Dongdaemun Design Plaza is een grote publiekstrekker. Het door Zaha Hadid en Samoo ontwikkelde complex omvat onder meer een congrescentrum, museum en overdekt plein.